# Anyako
Anyako est une ville de la région de la Volta, au Ghana,. Elle est bordée au sud par la lagune de Keta (en). Ses habitants appartiennent principalement à la tribu des Ewe . Sa fondation remonte à une colonie fondée par les Anlos lors de la migration de Notsie, dans l'actuel Togo. La ville est le lieu de naissance de l'artiste ghanéen-américain El Anatsui. La ville a connu une croissance limitée, voire nulle, au cours des trente dernières années en raison de l'érosion marine qui a affecté les activités commerciales .

## Banlieues

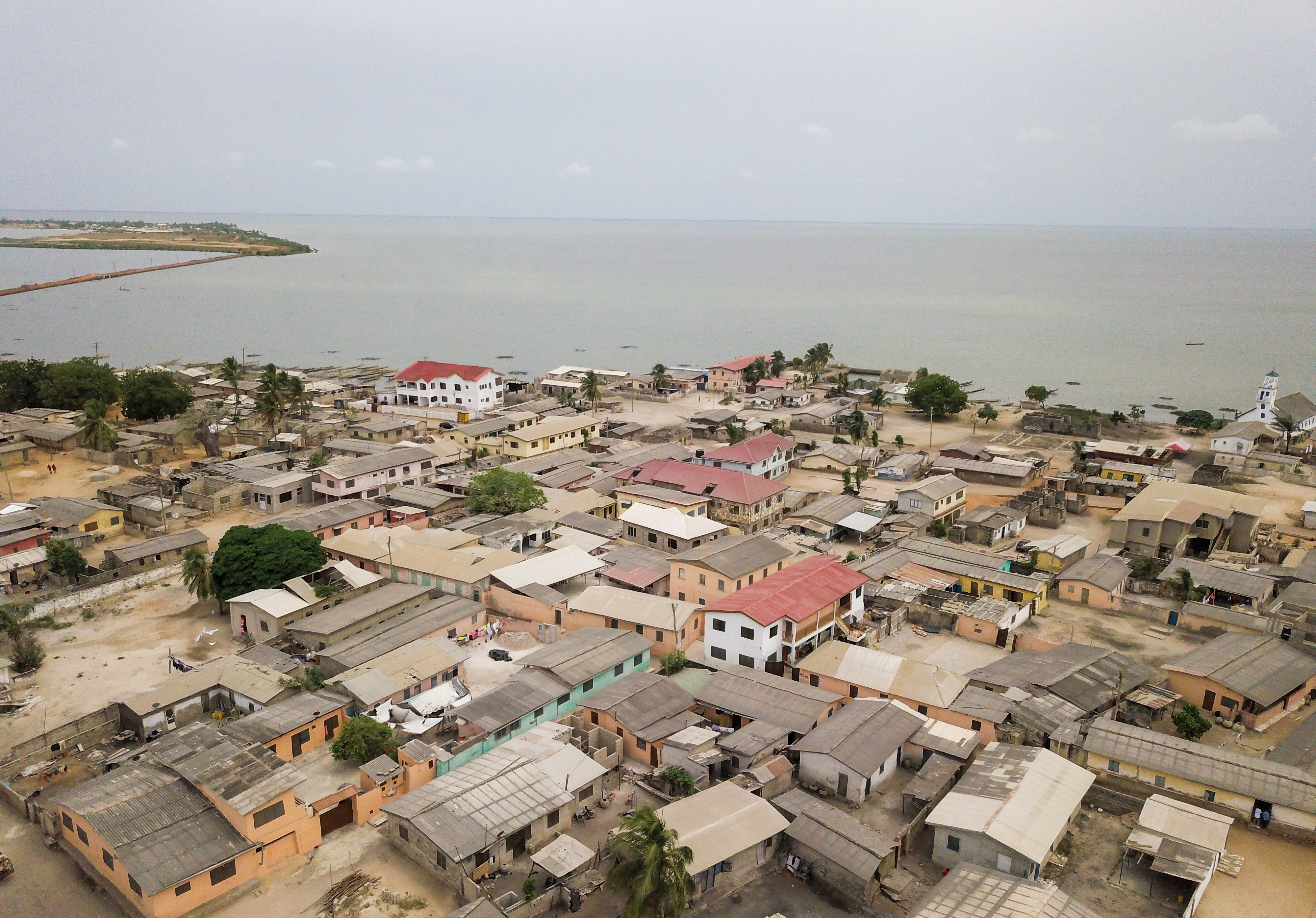
Vue aérienne d'Anyako

- Konu
- Atigate
- Aborme
- Woeto
- Lashibi
- Aƒegame
- Kpota

## Contribution à la politique ghanéenne
Anyako a vu naître de nombreuses personnalités politiques dans l'histoire du Ghana. Le premier inspecteur général de la police du Ghana, John Willie Kofi Harlley (en), ancien ministre des Affaires étrangères du Ghana, et membre de la Commission présidentielle qui a dirigé le Ghana pendant la période militaire du Conseil de libération nationale, était originaire d'Anyako. .

## Culture
Certains aliments populaires consommés par les habitants comprennent Akple, Yakayake, Abolo et Gbɔvilolo kalami, Agbeli kaklo kple azi et Ayikple .

## Éducation

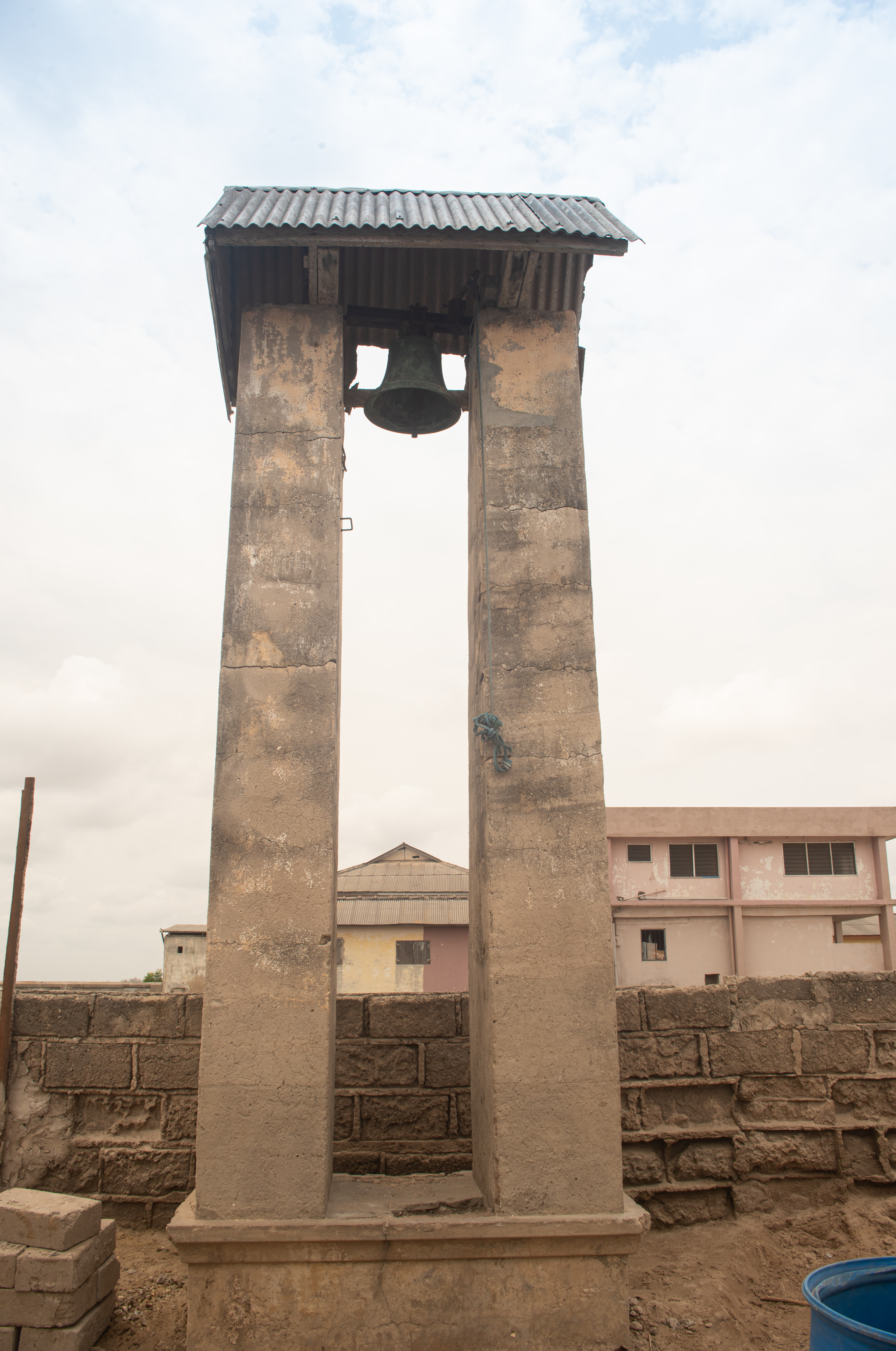
Clocher de l'école

Anyako compte un lycée et trois collèges. L'établissement du second cycle est l'école secondaire d'Anyako, anciennement appelée école Anlo Awoamefia. Les écoles primaires et secondaires sont l'école primaire EP, les écoles primaires et secondaires AA Fia/LA, et les écoles primaires et secondaires RC. .

## Personnes notables
- John Willie Kofi Harlley (en) a été le premier Inspecteur général de la police du service de police du Ghana (en) [5]. Il a été vice-président du gouvernement du NLC(Conseil de libération nationale (en)) et a également occupé plusieurs postes ministériels, notamment celui de ministre des affaires étrangères (Ghana) (en) et de ministre de l'Intérieur (Ghana) (en) [6]
- El Anatsui est un artiste contemporain. Il vit au Nigéria depuis 1975. Il a reçu le Lion d'or pour l'ensemble de sa carrière à la Biennale de Venise (2015) [7], et a reçu des doctorats honorifiques de l'Université Harvard, de l'Université du Cap et de l'Université Kwame Nkrumah des sciences et technologies d'Accra [6].
- Komla Agbeli Gbedemah était un homme politique ghanéen et ministre des Finances du gouvernement ghanéen de Nkrumah entre 1954 et 1961[6]
- Alex Segbefia (en) - Chef de cabinet adjoint et ministre de la Santé sous les gouvernements d'Atta Mills et de John Mahama respectivement.
- Isaac Dogboe - Ancien champion des super-coqs de la World Boxing Organization [6], [8]
- Caporal Patrick Attipoe (en) – Ancien combattant ghanéen de la Seconde Guerre mondiale, il était l'un des trois vétérans abattus par le major Imray alors qu'ils allaient remettre une pétition à Sir Gerald Creasy (en), alors gouverneur de la Côte-de-l'Or. La mort de ces trois anciens combattants a déclenché les émeutes d'Accra en 1948 [6], [9] En sa mémoire, sa statue a été inaugurée à Kpota [10], [11].